# Rebelión de Jack Cade
La rebelión de Jack Cade fue una revuelta popular sucedida en 1450 contra el gobierno del Reino de Inglaterra, que tuvo lugar en el sureste del país entre los meses de abril y julio. Surgió de los agravios locales relacionados con la corrupción, la mala administración y el abuso de poder de los asesores más cercanos del rey y los funcionarios locales, así como las recientes pérdidas militares en Francia durante la Guerra de los Cien Años y la reciente pérdida de Normandía. Liderando un ejército de hombres de Kent y otros lugares del sureste de Inglaterra, el líder de la rebelión, Jack Cade, marchó sobre Londres para obligar al gobierno a reformar la administración y sacar del poder a los «traidores», considerados responsables del mal gobierno. Fue el levantamiento popular más grande que tuvo lugar en Inglaterra durante el siglo XV.
A pesar del intento de Cade de mantener a sus hombres bajo control, una vez que las fuerzas rebeldes habían entrado en Londres comenzaron a saquear la ciudad. Los ciudadanos de Londres se volvieron contra los rebeldes y los obligaron a salir de la ciudad en una sangrienta batalla en el puente de Londres. Para acabar con el derramamiento de sangre, los rebeldes recibieron indultos del rey y les ordenaron que regresaran a sus casas. Cade huyó pero más tarde fue capturado el 12 de julio de 1450 por Alexander Iden, futuro alto sheriff de Kent. Como resultado de la escaramuza con Iden, siendo Cade mortalmente herido en la acción, murió antes de llegar a Londres para el juicio. La rebelión de Jack Cade ha sido percibida como un reflejo de los problemas sociales, políticos y económicos de la época y como un precursor de las Guerras de las Dos Rosas que vieron el declive de la dinastía Lancaster y el auge de los Yorks. Esta fue la mayor rebelión popular que tuvo lugar en Inglaterra durante el siglo XV.

## Identidad
Se sabe muy poco sobre la identidad y los orígenes de Jack (posiblemente John) Cade. Dado que el líder rebelde no dejó ningún documento personal y el uso de alias era común entre los rebeldes, los historiadores se ven obligados a basar sus afirmaciones en rumores y especulaciones. De acuerdo con Mark Antony Lower, Jack (o John) Cade nació probablemente en Sussex entre 1420 y 1430 y los historiadores están de acuerdo con certeza de que era un miembro de las clases bajas de la sociedad.
Durante la rebelión de 1450, Cade tomó el título de "Capitán de Kent" y adoptó el alias John Mortimer. El nombre Mortimer tenía connotaciones negativas para el rey y sus asociados ya que el principal rival de Enrique VI por el trono de Inglaterra era Ricardo, duque de York, que tenía de ascendencia a Mortimer. La posibilidad de que Cade hubiera estado conspirando con los York fue suficiente para inducir al rey a moverse sin demora contra los rebeldes. En el momento de la rebelión el duque de York estaba exiliado en Irlanda y hasta ahora no se han hallado pruebas de que estuviese implicado, ya sea financiando o incitando el levantamiento. Es más probable que Cade usase el nombre de Mortimer como propaganda para darle a su causa más legitimidad. Cuando los rebeldes recibieron un indulto el 7 de julio de 1450, Cade recibió un indulto bajo el nombre de Mortimer, sin embargo, una vez que se descubrió que había mentido sobre su identidad, el perdón quedó anulado.
Entre sus seguidores, la dedicación de Cade a que las quejas del pueblo sean escuchadas y el deseo de restaurar el orden dentro de los gobiernos locales le valió el apodo de "John Mend-all" o "John Amend-all" (amend se traduce como enmendar en español). No se sabe si el propio Cade eligió el sobrenombre o no.
Un relato de su tiempo afirmaba que Cade era un médico llamado John Alymere que estaba casado con la hija de un escudero en Surrey. Otro rumor aseguraba que él gozaba de utilizar las artes oscuras y había trabajado una vez para Sir Tomas Dacres antes de huir del país luego de asesinar a una mujer embarazada.

## Orígenes de la rebelión
En los años que precedieron a la rebelión de Jack Cade, Inglaterra sufrió de dificultades internas y externas y la animosidad de las clases bajas hacia Enrique VI estaba cada día peor. Años de guerra contra Francia habían causado que el país se endeudara y la reciente pérdida de Normandía hizo que la moral disminuyera y provocó un miedo generalizado a una invasión. Ya las regiones costeras de Inglaterra como Kent y Sussex estaban viendo venir ataques de soldados normandos y ejércitos franceses. Mal equipados por el gobierno, los soldados ingleses llevaron a cabo allanamientos forzosos en las ciudades que se encontraban a lo largo de la ruta hacia Francia, y sus víctimas no recibieron ninguna compensación. La orden de Enrique de establecer faros de advertencia a lo largo de la costa confirmó la sospecha de que un ataque de los franceses era posible. Estos temores y los continuos disturbios que asolaban a los condados costeros inspiraron a muchos ingleses a reunirse en un intento de obligar al rey a resolver sus problemas o abdicar su trono a favor de alguien más competente. En la corte, las diferentes opiniones sobre cómo debía proceder Inglaterra en la guerra con Francia condujeron a divisiones partidarias. Enrique favoreció la paz mientras que su tío Hunfredo, duque de Gloucester, y otros nobles sentían que Inglaterra debía seguir luchando por la demanda sobre el trono francés. La lucha interna en la corte finalmente condujo al destierro del amigo más cercano del rey y su consejero Guillermo de la Pole, primer duque de Suffolk.
Para añadir a los problemas de Inglaterra muchos creían que el rey se había rodeado de asesores que eran ineficaces y corruptos. En el corazón del escándalo de la corrupción estaba el duque de Suffolk. Cuando el cuerpo del duque fue hallado en las orillas de Dover, el pueblo de Kent temió represalias. Los rumores surgieron alegando que el rey tenía la intención de convertir a Kent en el objetivo de fuertes represalias por la muerte del duque. Cansados de la explotación que el duque de Suffolk había venido a representar, los comunes de Kent, encabezados por Jack Cade, marcharon sobre Londres. Se estima que alrededor de 5.000 personas participaron en el levantamiento. En la primavera de 1450, Cade organizó la creación y distribución de un manifiesto titulado The Complaint of the Poor Commons of Kent (La Queja de los Pobres Comunes de Kent). El manifiesto representaba no solo las quejas del pueblo sino también de varios diputados, señores y magnates. El documento incluyó una lista de quince quejas y cinco demandas que se presentaron ante el rey para su escrutinio y dictó las causas de la rebelión. La primera cuestión a tratar fue que los seguidores de Cade de Kent fueron injustamente culpados por la muerte del duque de Suffolk. A pesar de la conocida cólera de los campesinos hacia el duque, el proyecto de ley rechazó la idea de que los rebeldes eran responsables. Además, los rebeldes llamaron a investigar casos de corrupción dentro de los gobiernos locales y nacionales y para la remoción de altos funcionarios corruptos. La lista de quejas de Cade continúa acusando al rey Enrique de injusticia por no haber acusado a sus subordinados y señores aunque fueran culpables de actos traidores e ilegales. Los consejeros y funcionarios del rey fueron acusados de manipular las elecciones, de extorsión, de manipular al rey para sus propias ganancias y de usar su posición cercana al rey para oprimir a los que estaban debajo de ellos. Además del duque de Suffolk, los rebeldes llamaron explícitamente a los señores Saye, Crowmer, Isle, Slegge y Est para la extorsión. Los afiliados de Suffolk, Lord Saye y su yerno Crowmer ocuparon posiciones prominentes dentro de la casa del rey y en la administración local de Kent. Ambos habían servido en varios términos como los sheriffs de Kent y como miembros del consejo del rey. Además, en 1449, Saye fue nombrado para la prestigiosa oficina del tesorero del señor. Isle y Slegge también sirvieron como sheriffs y diputados en el condado de Kent.
Cuando el rey no pudo remediar sus quejas, los rebeldes marcharon sobre Londres.

## Rebelión
En mayo de 1450, los rebeldes comenzaron a unirse de manera organizada y comenzaron a avanzar hacia Londres. Cade envió delegados a los condados circundantes para obtener ayuda y hombres adicionales. A principios de junio, más de 5000 hombres se habían reunido en Blackheath, a 19 km al sudeste de la ciudad capital. En su mayoría eran campesinos, pero su número fue aumentado por tenderos, artesanos y algunos terratenientes (la lista de indultados muestra la presencia de un caballero, dos parlamentarios y dieciocho escuderos). Varios soldados y marineros que regresaban a través de Kent desde las guerras francesas también se unieron a la refriega.
Con la esperanza de dispersar la rebelión antes de que pudieran hacer algún daño real, el rey envió una pequeña hueste de sus contingentes reales para sofocar la rebelión. Las fuerzas reales fueron dirigidas por Sir Humphrey y William Stafford. Estas fuerzas subestimaron la fuerza de los rebeldes y fueron llevadas a una emboscada en Sevenoaks. En la escaramuza del 18 de junio de 1450, los dos hermanos Stafford fueron asesinados. Cade tomó la costosa ropa y armadura de sir Humphrey como propia. El 28 de junio, William Ayscough, el impopular obispo de Salisbury, fue asesinado por una turba en Wiltshire. William Ayscough había sido el confesor personal del rey y su posición junto al rey le había permitido convertirse en uno de los hombres más poderosos del país. Temeroso de que pudiera encontrarse con el mismo destino y conmocionado por la capacidad militar de los rebeldes, el rey buscó refugio en Warwickshire. Al ganar confianza a través de su victoria, los rebeldes avanzaron hacia Southwark, en el extremo sur del Puente de Londres. Cade estableció su cuartel general en la posada The White Hart antes de cruzar el puente y entrar a la ciudad con sus seguidores el 3 de julio de 1450. Para evitar cualquier problemas en sus idas y venidas dentro de la ciudad, Cade cortó las cuerdas del puente para que no pudieran levantarlo contra él. Al entrar en Londres, Cade se detuvo al frente de la Piedra de Londres. Golpeó la piedra con su espada y se declaró el señor alcalde de la manera tradicional. Al golpear la piedra, Cade había reclamado simbólicamente el país por los Mortimers con los que afirmaba estar emparentado. Una vez dentro de las puertas de la ciudad, Cade y sus hombres iniciaron una serie de tribunales dedicados a buscar y condenar a los acusados de corrupción. En Guildhall, James Fiennes, primer barón de Saye y Sele, el Lord High Treasurer, fue llevado a un falso juicio. Al ser declarado culpable de traición, fue llevado a Cheapside y decapitado. El yerno de Fiennes, William Crowmer, también fue ejecutado por los rebeldes. Las cabezas de los dos hombres fueron puestas en picas y sin ceremonias desfilaron por las calles de Londres mientras sus portadores los empujaban juntos para que parecieran besarse. Sus cabezas fueron colocadas en el Puente de Londres.
A pesar de las frecuentes garantías de Cade de que sus seguidores mantendrían una conducta apropiada y ordenada, mientras el anfitrión rebelde se abría paso por la ciudad, muchos de los rebeldes, incluido el propio Cade, comenzaron a participar en saqueos y conductas de borrachos. Poco a poco, la incapacidad de Cade para controlar a sus seguidores alienó a los ciudadanos inicialmente comprensivos de Londres, que finalmente se volvieron contra los rebeldes. Cuando el ejército de Cade regresó por el puente a Southwark para pasar la noche, los funcionarios de Londres cerraron el puente para evitar que Cade volviera a entrar en la ciudad. Al día siguiente, el 8 de julio, a eso de las diez de la noche, estalló una batalla en el Puente de Londres entre el ejército de Cade y varios ciudadanos y funcionarios de Londres. La batalla duró hasta las ocho de la mañana siguiente, cuando los rebeldes se retiraron con fuertes bajas. Un escritor estimó que al menos 40 londinenses y 200 rebeldes murieron en la batalla.

## Caída de Cade
Después de la batalla en el Puente de Londres, el arzobispo y lord canciller John Kemp persuadió a Cade para que desanime a sus seguidores emitiendo perdones oficiales y prometiendo cumplir con las demandas de los rebeldes. Aunque Enrique VI había emitido indultos a Cade y sus seguidores, una proclamación escrita por el rey poco después de la rebelión anuló todos los perdones emitidos previamente. El documento se tituló "Writ and Proclamation by the King for the Taking of Cade" ("Escrito y Proclamación por el Rey para la Toma de Cade"). En el documento, el rey afirmó que revocó los perdones previos porque no habían sido creados o aprobados por el Parlamento. En la proclamación, Cade fue acusado de engañar al pueblo de Inglaterra para que se reuniera con él en su rebelión y afirmó que ninguno de los súbditos del rey debería unirse a Cade ni ayudarlo de ninguna manera. Se prometió una recompensa de 1000 marcos a quien pudiera capturar y entregar a Jack Cade al rey, vivo o muerto.
Cade huyó hacia Lewes, pero el 12 de julio, en un jardín en el que se había refugiado, fue sorprendido por Alexander Iden (eventual segundo marido de la viuda del asesinado William Cromer, Elizabeth Fiennes, y futuro Sheriff Principal de Kent). En la escaramuza, Cade fue herido de muerte y moriría de sus heridas antes de llegar a Londres para el juicio. Como advertencia a los demás, el cuerpo de Cade fue sometido a un juicio simulado y fue decapitado ritualmente en Newgate. El cuerpo de Cade fue arrastrado por las calles de Londres antes de ser descuartizado. Sus extremidades fueron enviadas a través de varias ciudades y lugares de Kent que se creyó que fueron fuertes partidarios del levantamiento rebelde.

## Consecuencias
Para evitar nuevas revueltas, el rey le dio permiso al duque de Buckingham para perseguir al resto de los seguidores de Cade y llevarlos a juicio. La búsqueda tuvo lugar en y alrededor de las áreas donde se tomaba que el apoyo al levantamiento fue el más fuerte: Blackheath, Canterbury y las áreas costeras de Faversham y la Isla de Sheppey. Las preguntas de obispos y magistrados fueron tan exhaustivas que en Canterbury (la primera área registrada por la comisión real) ocho seguidores fueron rápidamente encontrados y ahorcados. Aunque la rebelión de Jack Cade se dispersó rápidamente después de la muerte de Cade, la comisión real no logró librar a Inglaterra del sentimiento de rebelión. Inspirado por Cade y su rebelión, muchos otros condados de Inglaterra se sublevaron. En Sussex, los hermanos yeomen John y William Merfold, organizaron su propia rebelión contra el rey Enrique VI. A diferencia de la rebelión de Cade, los hombres de Sussex fueron más radicales y agresivos en sus demandas de reforma. Es posible que la animosidad sentida por los hombres de Sussex surgió en parte porque el rey había revocado los perdones emitidos a Cade y sus seguidores. Una acusación posterior a la rebelión de Sussex acusó a los rebeldes de querer matar al rey y a todos sus señores, reemplazándolos con doce de los propios rebeldes. Las rebeliones en Sussex no lograron el mismo seguimiento que la de Cade.
Mientras que varias rebeliones menores inspiradas por la rebelión de Cade no produjeron un gran número de muertes o cambios inmediatos, pueden verse como precursores importantes de la Guerra de las Dos Rosas. Estas grandes batallas sobre la corona de Inglaterra darían como resultado el final de la dinastía Lancaster y la creación de los York. La debilidad de la dinastía Lancaster y el gobierno inglés habían quedado al descubierto. Además, la solicitud hecha por los rebeldes en el manifiesto de Cade de que el rey recibiera al duque de York como su asesor informó abiertamente al rey de que las masas deseaban ver al duque regresar del exilio. Cuando Ricardo de York finalmente regresó a Inglaterra en septiembre de 1450, varias de sus demandas y políticas de reforma se basaron en las formuladas en el manifiesto emitido por Cade.

## Monumento
Tradicionalmente se toma que este choque entre Iden y Cade tuvo lugar en una pequeña aldea cerca del antiguo Heathfield en East Sussex, y este lugar se había conocido desde entonces como calle Cade. Un monumento dedicado a Cade fue colocado al lado de la calle. El monumento afirma que en ese lugar el líder rebelde Jack Cade fue capturado y asesinado por Alexander Iden. Dado que la ubicación exacta de la captura de Cade está en discusión, es posible que la calle Cade fuera nombrada equivocadamente. El monumento fue erigido por Francis Newbury entre 1791 y 1819.

## La rebelión de Jack Cade y Shakespeare
La historia de la rebelión de Jack Cade fue dramatizada más tarde por William Shakespeare en su obra de teatro, Enrique VI, parte 2. La novela London Bridge Is Falling (1934) de Philip Lindsay se centra en la revuelta de Jack Cade. El mismo es un personaje destacado en la novela histórica Wars of the Roses, de Conn Iggulden.